# Mühlau AG
| AG ist das Kürzel für den Kanton Aargau in der Schweiz. Es wird verwendet, um Verwechslungen mit anderen Einträgen des Namens Mühlau zu vermeiden. |

Mühlau (schweizerdeutsch: ˈmylɑʊ) ist eine Einwohnergemeinde im Schweizer Kanton Aargau. Sie gehört zum Bezirk Muri und liegt an der Reuss, welche die Grenze zum Kanton Zug bildet.

## Geographie
Die Gemeinde besteht aus mehreren Ortsteilen. Die Hauptsiedlung Mühlau liegt rund einen halben Kilometer vom Ufer der Reuss entfernt am östlichsten Ausläufer des Lindenbergs auf dem Schwemmkegel des Sembachs. Südlich davon liegt auf einer leicht erhöhten Terrasse der Ortsteil Krähenbühl (460 m ü. M.), der in den letzten Jahrzehnten mit Mühlau zusammengewachsen ist. Einen Kilometer nordnordöstlich liegt der Weiler Schoren (389 m ü. M.), einen Kilometer in nordnordwestlicher Richtung der Weiler Kestenberg (415 m ü. M.).
Die Reussebene ist im südlichsten Teil des Gemeindegebiets nur etwa 200 Meter breit, weitet sich aber beim Dorf Mühlau aus und erreicht an der nördlichen Gemeindegrenze eine Breite von fast zwei Kilometern. Ein künstlicher Kanal zieht sich in einer Entfernung von 20 bis 400 Metern dem Fluss entlang und entwässert die Ebene, während das Flussbett durch Hochwasserschutzdämme begrenzt wird. Östlich von Schoren befindet sich am Flussufer der Schachen, ein grösseres Sumpfgebiet mit Weihern und Wassergräben. Insgesamt stehen 33 Hektaren unter Naturschutz.
Die Fläche des Gemeindegebiets beträgt 552 Hektaren, davon sind 74 Hektaren bewaldet und 69 Hektaren überbaut. Der höchste Punkt befindet sich auf 475 m ü. M. in der Fellenweid, der tiefste auf 387 m ü. M. an der Reuss. Nachbargemeinden sind Merenschwand im Norden, Hünenberg im Osten, Sins im Süden, Auw im Südwesten und Beinwil (Freiamt) im Westen.

## Geschichte
Im Gebiet Himmelreich zwischen Mühlau und Kestenberg bestand während der Römerzeit ein Gutshof. Allerdings wurden die Überreste in den 1860er Jahren teilweise für den Bau der neuen Kirche verwendet. Daneben kamen einige Glocken, Münzen, Keramikfragmente und die Statuette eines Hahns zum Vorschein. Die erste urkundliche Erwähnung von Mulnowe erfolgte im Jahr 1274. Der Ortsname leitet sich vom althochdeutschen Mulinouwa ab und bedeutet «wassernahes Land bei der Mühle». Kestenberg wurde erstmals 1328 als Kestiberg erwähnt, Schoren 1371 als Schorren.
Im Mittelalter herrschten die Herren von Hünenberg über Mühlau und übten sowohl die niedere wie auch die hohe Gerichtsbarkeit aus. Nach der Schlacht bei Sempach im Jahr 1386, die Hünenberger hatten auf Seiten der unterlegenen Habsburger gekämpft, stieg die Stadt Luzern zur vorherrschenden Macht in der Region auf. Die Bewohner von Benzenschwil, Merenschwand und Mühlau kauften sich 1394 von den Hünenbergern los und unterstellten sich freiwillig der Herrschaft Luzerns. Sie waren zwar nicht gleichberechtigt mit den Stadtbürgern, besassen aber mehr Rechte als die übrigen Luzerner Untertanen. So durften sie die Richter und Untervögte selbst wählen und genossen Steuerprivilegien.
1415 eroberten die Luzerner das benachbarte habsburgische Amt Meienberg, das sie jedoch 1425 an den gemeinsamen Besitz der Eidgenossen zurückgeben mussten. Das Gebiet um Merenschwand war wieder eine luzernische Exklave, getrennt durch die Gemeine Herrschaft der Freien Ämter. 1426 war erstmals von einem Amt Merenschwand die Rede. Die folgenden Jahrhunderte waren vor allem durch häufige Überschwemmungen der Reuss geprägt. Die Bewohner des Amtes waren unter anderem dazu verpflichtet, die Schutzdämme instand zu halten.
Im März 1798 nahmen die Franzosen die Schweiz ein und riefen die Helvetische Republik aus. Das Amt Merenschwand war nun eine Exklave des Distrikts Hochdorf im Kanton Luzern. Im Oktober 1802 schloss sich das Amt Merenschwand eigenmächtig dem Kanton Zug an, bis dann Napoleon Bonaparte im Februar 1803 den Anschluss an den Kanton Aargau verfügte. Die Grossgemeinde hatte nicht lange Bestand und zerfiel: Mühlau trennte sich im Jahr 1810, Benzenschwil folgte 1813. Am 14. August 1836 zerstörte ein Grossbrand mehrere Häuser.

Luftansicht (1953)

Ein wichtiges Anliegen war die Bändigung der frei fliessenden Reuss, die oft über die Ufer trat. Der Entwässerungskanal entlang des Flusses wurde 1861 fertiggestellt, die Entsumpfung der Ebene war bis 1863 abgeschlossen. Dennoch kam es in den folgenden Jahrzehnten immer wieder zu Dammbrüchen und Überschwemmungen. Erst die zweite Reusstalsanierung von 1972 bis 1983 löste das Problem endgültig: es wurden zahlreiche neue Dämme und Vorflutkanäle gebaut, der Kraftwerkneubau von Zufikon sorgte für einen Rückstau und damit eine langsamere Fliessgeschwindigkeit. Ab 1867 forderten die Bewohner der Weiler Schoren und Kestenberg die Loslösung von Merenschwand. Der Anschluss an Mühlau konnte erst 1879 nach zahlreichen Beschwerden und Rekursen vollzogen werden. Es entstanden die Ortsbürgerschaften Mühlau und Schoren-Kestenberg. Diese bildeten zwar eine politische Einheit, waren aber in den Bereichen Strassen, Schule und Armenwesen autonom. Erst 1913 wurden sie vereinigt.
Am 1. Dezember 1881 erfolgte die Eröffnung der dritten Etappe der Aargauischen Südbahn zwischen Muri und Rotkreuz, doch erst 1885 erhielt Mühlau eine Bahnstation im Ortsteil Krähenbühl. 1940 ersetzte eine Brücke die seit 1637 bestehende Fähre über die Reuss. Die Einwohnerzahl war im 20. Jahrhundert starken Schwankungen unterworfen. So gab es beispielsweise während der 1970er Jahre einen Rückgang von 15 Prozent. Seit 1980 wird die Gemeinde aufgrund der Nähe zu den Städten Luzern und Zug durch eine rege Bautätigkeit geprägt, die Bevölkerung hat seither um mehr als zwei Drittel zugenommen.

## Sehenswürdigkeiten

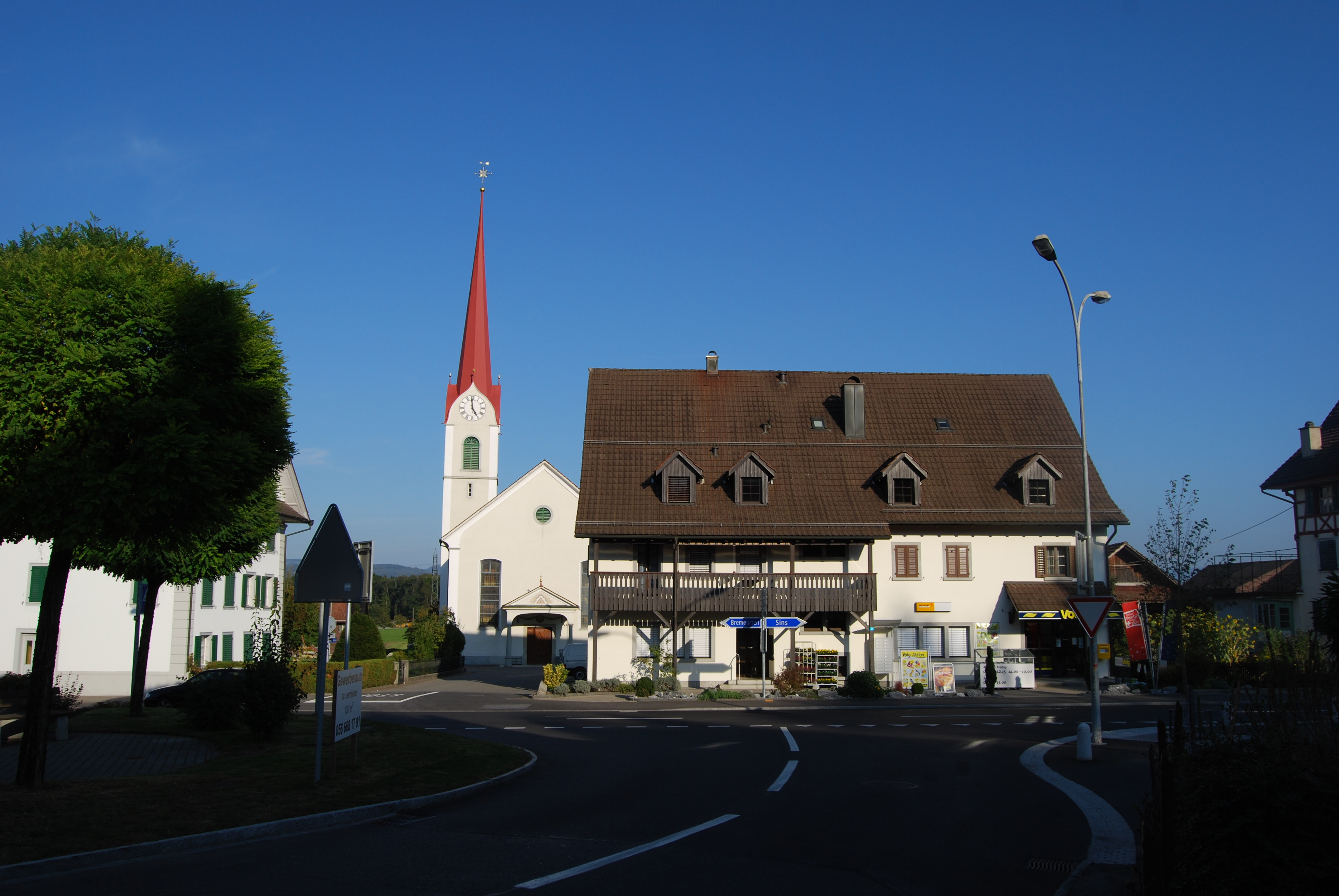
Dorfzentrum von Mühlau mit Kirche

Mühlau gehörte kirchlich zur Pfarrei Sins, Kestenberg und Schoren hingegen zur Pfarrei Merenschwand, und bildete erst ab 1878 eine eigene Pfarrei. 1580 genehmigte Luzern den Bau einer Kapelle, die 1654 durch einen Neubau an anderer Stelle ersetzt wurde. 1849 beschloss der Mühlauer Gemeinderat den Ausbau der Kapelle zur Pfarrkirche St. Anna, die 1853 fertiggestellt war. Rund 120 Jahre älter ist der benachbarte Gasthof zum Storchen, ein stattliches Gebäude im traditionellen ländlichen Baustil.

## Wappen
Die Blasonierung des Gemeindewappens lautet: «In Gelb über grünem Dreiberg halbes schwarzes Mühlrad.» Die erste bekannte Abbildung des Wappens erschien 1872 auf dem Gemeindesiegel. Bis 1915 war statt des Dreibergs im Schildfuss ein Stern im Schildhaupt zu sehen.

## Bevölkerung

Bevölkerungsentwicklung von 1799 bis 2016

Die Einwohnerzahlen entwickelten sich wie folgt (1799 ohne Schoren und Kestenberg):
| Jahr      | 1799 | 1900 | 1930 | 1950 | 1960 | 1970 | 1980 | 1990 | 2000 | 2010 | 2020 |
| Einwohner | 392  | 586  | 601  | 580  | 625  | 697  | 590  | 789  | 980  | 1010 | 1218 |

Am 31. Dezember 2023 lebten 1336 Menschen in Mühlau, der Ausländeranteil betrug 20,4 %. Bei der Volkszählung 2015 bezeichneten sich 57,1 % als römisch-katholisch und 14,8 % als reformiert; 28,1 % waren konfessionslos oder gehörten anderen Glaubensrichtungen an. 93,0 % gaben bei der Volkszählung 2000 Deutsch als ihre Hauptsprache an, je 1,5 % Albanisch und Englisch sowie 1,2 % Serbokroatisch.

## Politik und Recht
Die Versammlung der Stimmberechtigten, die Gemeindeversammlung, übt die Legislativgewalt aus. Ausführende Behörde ist der fünfköpfige Gemeinderat. Er wird im Majorzverfahren vom Volk gewählt, seine Amtsdauer beträgt vier Jahre. Der Gemeinderat führt und repräsentiert die Gemeinde. Dazu vollzieht er die Beschlüsse der Gemeindeversammlung und die Aufgaben, die ihm vom Kanton zugeteilt wurden. Für Rechtsstreitigkeiten ist in erster Instanz das Bezirksgericht Muri zuständig. Mühlau gehört zum Friedensrichterkreis XIII (Muri).

## Wirtschaft
In Mühlau gibt es gemäss der im Jahr 2015 erhobenen Statistik der Unternehmensstruktur (STATENT) rund 360 Arbeitsplätze, davon 24 % in der Landwirtschaft, 37 % in der Industrie und 39 % im Dienstleistungssektor. Zahlreiche Erwerbstätige sind Wegpendler und arbeiten in der Region Muri oder in den Agglomerationen von Luzern und Zug.

## Verkehr
Mühlau liegt an der Kantonsstrasse 296 zwischen Bremgarten und Sins. Eine Brücke führt über die Reuss nach Hünenberg und Maschwanden. Im Ortsteil Krähenbühl befindet sich eine Haltestelle an der SBB-Bahnlinie Lenzburg–Rotkreuz (Aargauische Südbahn). An Wochenenden verkehrt ein Nachtbus von Zug über Sins und Muri nach Mühlau.

## Bildung
Die Gemeinde verfügt über einen Kindergarten und eine Primarschule. Die Sekundarschule und Realschule können in Merenschwand besucht werden, die Bezirksschule in Sins. Das nächstgelegene Gymnasium ist die Kantonsschule Wohlen.

## Persönlichkeiten
- Reto Bucher (* 1982), Ringer